# Acelyphus burmanus
Acelyphus burmanus är en tvåvingeart som beskrevs av Datta 1987. Acelyphus burmanus ingår i släktet Acelyphus och familjen Celyphidae.
Artens utbredningsområde är Myanmar. Inga underarter finns listade i Catalogue of Life.